# Donation
Donation (et substantiv som kommer af latin: donere = "give"). Ordet bruges især om en gave, der går til almennyttige og velgørende formål.